# Елена Турбина-Тальберг
Елена Васильевна Турбина-Тальберг — один из центральных персонажей романа «Белая Гвардия» и написанной на его основе пьесы «Дни Турбиных» Михаила Булгакова. В романе — Елене 24 года, а в пьесе −23 года.
В романе три героини: Елена, Юлия Рейсс и Ирина Най-Турс. Оставаясь равнодушными к окружающим событиям героини «Белой гвардии» заняты своими личными романами, и в их авторском описании присутствует некоторая пренебрежительность, они характеризуются как кокотки.
Елена Турбина принадлежит к не имеющим особых интересов вне семьи «домашним женщинам», её отличают тихий и спокойный характер. Она занята поддержанием уюта в доме Турбиных. Роман начинается со сцены ожидания её мужа Тальберга, который как потом оказалось, бросил её, уехал Варшаву, чтобы жениться на их общей знакомой Лидочке Герц. Елена (не зная достоверно, что она брошена) позволяет ухаживать за собой своему поклоннику Шервинскому. Между ними вскоре начинается роман.
Вопрос о реальном прототипе Елены Турбиной является предметом дискуссии. Поскольку прототипом Тальберга является Леонид Сергеевич Карум — муж сестры Михаила Афанасьевича Варвары, то её часто считают прототипом Елены. Однако историк Ярослав Тинченко, автор книги «Белая гвардия Михаила Булгакова» обращает внимание на несовпадение характеров в общем-то достаточно легкомысленной и доступной Елены, с характером Варвары, которая была верна своему мужу и последовала за ним в ссылку в годы репрессий. Часто прототипом Елены Турбиной считают младшую сестру Булгакова — Елену (хотя бы из-за совпадения имён) или всех четырёх её сестёр. Ярослав Тинченко, однако, считает что Елена Турбина скорее похожа на мать Булгакова Варвару Михайловну, которая посвящала себя только семье.